# Tczew (gmina)
Pour la ville, voir Tczew.
Tczew est une gmina rurale du powiat de Tczew, Poméranie, dans le nord de la Pologne. Son siège est la ville de Tczew, bien qu'elle ne fasse pas partie du territoire de la gmina.
La gmina couvre une superficie de 170,61 km2 pour une population de 11 233 habitants.

## Géographie
La gmina inclut les villages de Bałdowo, Bojary, Boroszewo, Czarlin, Czatkowy, Dąbrówka Tczewska, Dalwin, Damaszka, Gniszewo, Goszyn, Knybawa, Koziary, Lądy, Liniewko, Lubiszewo Tczewskie, Łukocin, Małe Rokitki, Małe Turze, Malenin, Małżewko, Małżewo, Mieścin, Miłobądz, Miłobądz Mały, Młynki, Owczarki, Piwnice, Polesie, Rokitki, Rukosin, Śliwiny, Stanisławie, Swarożyn, Świetlikowo, Szczerbięcin, Szpęgawa, Tczewskie Łąki, Turze, Waćmierek, Wędkowy, Zabagno, Zajączkowo, Zajączkowo-Dworzec, Zajączkowo-Wybudowanie et Zwierzynek.
La gmina borde la ville de Tczew et les gminy de Lichnowy, Miłoradz, Pszczółki, Skarszewy, Starogard Gdański, Subkowy, Suchy Dąb et Trąbki Wielkie.